# Prachtgrüner Bindenspanner
Der Prachtgrüne Bindenspanner (Colostygia pectinataria, Syn.: Larentia viridaria, lateinisch viridis = grün) ist ein Schmetterling (Nachtfalter) aus der Familie der Spanner (Geometridae). Seltener wird auch der Name Braungrüner Waldwiesen-Blattspanner verwendet.

## Merkmale

### Falter
Die Falter erreichen eine Flügelspannweite von etwa 22 bis 28 Millimetern. Arttypisch ist die kräftig grüne bis blaugrüne Farbe auf den Vorderflügeln. Die Flügelzeichnung zeigt die folgende farbliche Abfolge: eine kleine Region an der Flügelwurzel ist braungrün, die sich anschließende Basalregion heller grün, die breite und nach außen stark gezackte Diskalregion dunkelgrün, die Postdiskalregion von weißlich in grünlich übergehend und die Submarginalregion bräunlich grün getönt. Am Vorderrand befinden sich drei sowie am Innenrand und nahe am Apex jeweils einzelne deutliche schwarzbraune Flecke. Bei älteren Exemplaren können die grünlichen Farbelemente mehr oder weniger verblassen. Zuweilen erscheinen jedoch auch frisch geschlüpfte Falter mit weißlicher, gelblicher oder rosa Grundfarbe. Die Hinterflügel schimmern grauweiß und besitzen undeutliche Querlinien. Die Fühler der Männchen sind gekämmt, diejenigen der Weibchen fadenförmig.

### Raupe
Erwachsene Raupen haben eine bräunliche Farbe, eine dünne schwarze Rückenlinie sowie dunkle Winkelstriche.

## Geographische Verbreitung und Vorkommen
Die Verbreitung der Art erstreckt sich von der Iberischen Halbinsel über West- und Mitteleuropa einschließlich der Britischen Inseln ostwärts bis zum Altaigebirge. In Fennoskandinavien erreicht sie den Polarkreis, im Süden reicht das Vorkommen vom westlichen Mittelmeerraum über die Balkanhalbinsel bis in die Schwarzmeerregion und zum Kaukasus. Im Gebirge ist sie noch in Höhen von über 2000 Metern zu finden. Sie bewohnt bevorzugt Auen- und Moorwälder, buschige Waldränder sowie feuchte Heidegebiete.

## Lebensweise
Die Falter fliegen bivoltin in den Monaten April bis September, wobei sich die Flugzeiten der Generationen überlappen. Sie sind überwiegend nachtaktiv und fliegen künstliche Lichtquellen an. Tagsüber ruhen sie gern an Baumstämmen oder in der Vegetation. Die Raupen ernähren sich polyphag, bevorzugen aber die Blätter von Weißdorn- (Crataegus) oder Labkrautarten (Galium) und überwintern. Die Verpuppung erfolgt in einem Kokon in der Erde.

## Gefährdung
Der Prachtgrüne Bindenspanner wird auf der Roten Liste gefährdeter Arten als nicht gefährdet geführt.